# Ono Shunzo
Shunzo Ono (大野 俊三, sinh ngày 29 tháng 3 năm 1965) là một cầu thủ bóng đá người Nhật Bản.

## Sự nghiệp câu lạc bộ
Shunzo Ono đã từng chơi cho Kashima Antlers và Kyoto Purple Sanga.

## Thống kê câu lạc bộ

### J.League
| Đội                | Năm       | J.League | J.League | J.League Cup | J.League Cup | Tổng cộng | Tổng cộng |
| Đội                | Năm       | Trận     | Bàn      | Trận         | Bàn          | Trận      | Bàn       |
| ------------------ | --------- | -------- | -------- | ------------ | ------------ | --------- | --------- |
| Kashima Antlers    | 1992      | -        | -        | 6            | 0            | 6         | 0         |
| Kashima Antlers    | 1993      | 35       | 1        | 0            | 0            | 35        | 1         |
| Kashima Antlers    | 1994      | 29       | 0        | 1            | 0            | 30        | 0         |
| Kashima Antlers    | 1995      | 25       | 0        | -            | -            | 25        | 0         |
| Kyoto Purple Sanga | 1996      | 10       | 0        | 4            | 0            | 14        | 0         |
| Tổng cộng          | Tổng cộng | 99       | 1        | 11           | 0            | 110       | 1         |